# Projet d'attentats néonazis à Las Vegas en 2019
 (février 2025).
En 2019, Conor Climo, un agent de sécurité de 23 ans de Las Vegas, est arrêté pour avoir planifié des attentats terroristes contre plusieurs cibles, notamment une synagogue et un bar LGBT.
Membre de groupes néonazis comme la Feuerkrieg Division (FKD) et lié à d'autres organisations suprémacistes blanches, Climo aurait commencé à planifier ses attaques dès 2017. Le FBI lance une enquête en avril 2019 après avoir découvert ses communications avec la Division Atomwaffen, une organisation terroriste néonazie.
En novembre 2020, après avoir plaidé coupable, il est condamné à deux ans de prison suivis de six mois d'assignation à résidence sous surveillance électronique et de trois ans de mise à l'épreuve.

## Planification des attaques et enquête
Conor Climo aurait, selon lui-même, commencé à planifier un attentat antisémite dès 2017.
En avril 2019, le FBI commence à enquêter sur Conor Climo après avoir découvert qu'il communique avec la Division Atomwaffen, une organisation terroriste néonazie suprémaciste blanche.
Le 10 mai 2019, Climo discute d'un plan pour incendier une synagogue près de chez lui à Las Vegas. Il envisage de déclencher un engin incendiaire dans la synagogue, tandis que deux complices le rejoindraient pour tirer sur les personnes s'échappant du lieu. Le 23 mai, le FBI utilise un informateur confidentiel pour engager des discussions avec Climo sur une application de messagerie cryptée. Climo lui confie s'intéresser à la fabrication d'explosifs.
Entre juin et juillet 2019, Climo surveille un bar sur Fremont Street qui, selon lui, « s'adressait aux homosexuels ». Il dessine des croquis de ses plans d'attaques contre le bar et contre un restaurant McDonald's,. Son plan pour attaquer le bar comprend deux escouades d'infanterie attaquant avec des armes depuis l'extérieur tandis qu'une attaque depuis l'intérieur.
Climo tente également sans succès de recruter une personne sans-abri pour surveiller les cibles potentielles,.
Il envisage également d'attaquer une centrale électrique et de créer un peloton de tireurs d'élite de huit hommes pour attaquer des Juifs.

## Procédure judiciaire
Le 8 août 2019, les autorités américaines arrêtent Conor Climo pour avoir planifié des attaques contre une synagogue, un bar LGBT, les bureaux de l'Anti-Defamation League et un restaurant McDonald's,,. Un fusil d'assaut de type AR-15, une carabine à verrou ainsi que du matériel de fabrication d'explosifs sont saisis,.
Le 10 février 2020, Climo plaide coupable à un chef d'accusation de possession d'arme à feu non enregistrée, spécifiquement des composants d'un engin explosif. Selon son accord de plaidoyer, il devra suivre des soins psychiatriques et sera soumis à une surveillance électronique pendant sa libération supervisée après sa peine d'emprisonnement.
En novembre 2020, il est condamné à deux ans de prison suivis de six mois d'assignation à résidence sous surveillance électronique et de trois ans de mise à l'épreuve,.

## Profil de Conor Climo
Conor Climo est un agent de sécurité de Las Vegas, âgé de 23 ans lors de son arrestation. En 2016, Climo attire déjà l'attention des médias locaux en patrouillant dans les rues armé d'un fusil d'assaut.
Il est membre du groupe néonazi Feuerkrieg Division, qui s'intéresse à ses connaissances en matière de fabrication d'engins explosifs, et a été membre du Traditionalist Worker Party. Il entretient également des liens avec le National Socialist Movement et la Division Atomwaffen et participe à des réunions d'un groupe de lecture initié par le Daily Stormer.
Après son arrestation, la FKD reconnaît publiquement avoir communiqué avec lui sur Telegram et le critique pour s'être fait arrêter avant de commettre son attaque.